# Oakley (Utah)
Pour les articles homonymes, voir Oakley.
Oakley est une municipalité américaine située dans le comté de Summit en Utah.
Lors du recensement de 2010, sa population est de 1 470 habitants. La municipalité s'étend sur 6,88 milles carrés (17,82 km2).
D'abord appelée Oak Creek, la localité doit son nom aux chênes (en anglais : oaks) couvrant un canyon voisin. Thomas Rhoades est le premier homme blanc à s'approprier le lieu, en 1853. William Stevens fonde le bourg en 1868 et lui donne le nom d'Oakley. Oakley devient une municipalité en 1934.